# Barrois
Pour les articles homonymes, voir Barrois (homonymie).
Ne doit pas être confondu avec Duché de Bar ou Barrois champenois.
 (août 2009).
Améliorez-le ou discutez des points à vérifier. 
 (août 2010).
Si vous disposez d'ouvrages ou d'articles de référence ou si vous connaissez des sites web de qualité traitant du thème abordé ici, merci de compléter l'article en donnant les références utiles à sa vérifiabilité et en les liant à la section « Notes et références ».
Le Barrois (lorrain de Bar-le-Duc) est une micro-région naturelle de France couvrant environ le quart sud-ouest du département de la Meuse. 
Il ne faut pas la confondre avec le comté, puis duché de Bar, qui s'étendait jusqu'aux portes de Metz et du comté de Luxembourg. En outre, il existe un autre « Barrois » plus au sud, le Barrois champenois, duquel le « Barrois de Bar-le-Duc » est séparé par le Perthois et le Vallage. 

## Géographie

### Localisation
Le Barrois originel a pour limites : au nord l'Argonne et le Verdunois ; à l'est la Woëvre, la Voide et le pays des Vaux ; au sud le Bassigny ; à l'ouest le Blésois et le Perthois.
C'est depuis 1790 un territoire du sud-ouest du département de la Meuse. La ville principale qui peut en être vue comme la capitale historique est Bar-le-Duc. Le Barrois est donc le pays entourant Bar-le-Duc.
Dans cet article, et sauf mention contraire, la zone que désigne l'appellation Barrois reprend l'extension de l'actuel Pays Barrois, qui correspond assez justement au pays traditionnel.

### Géographie physique
Le Barrois est essentiellement formé du plateau du même nom.

Le point culminant, celui du département de la Meuse, est traditionnellement situé au « Buisson d'Amanty », à une altitude de 425 m environ (bien que des valeurs fausses soient aussi données). Cependant, en consultant le site du Géoportail, on trouve sur la commune de Vaudeville-le-Haut, un point à 451 m d’altitude.
Le point le plus bas, quant à lui, se situe à Remennecourt, avec une altitude d'environ 124 m.

### Hydrographie

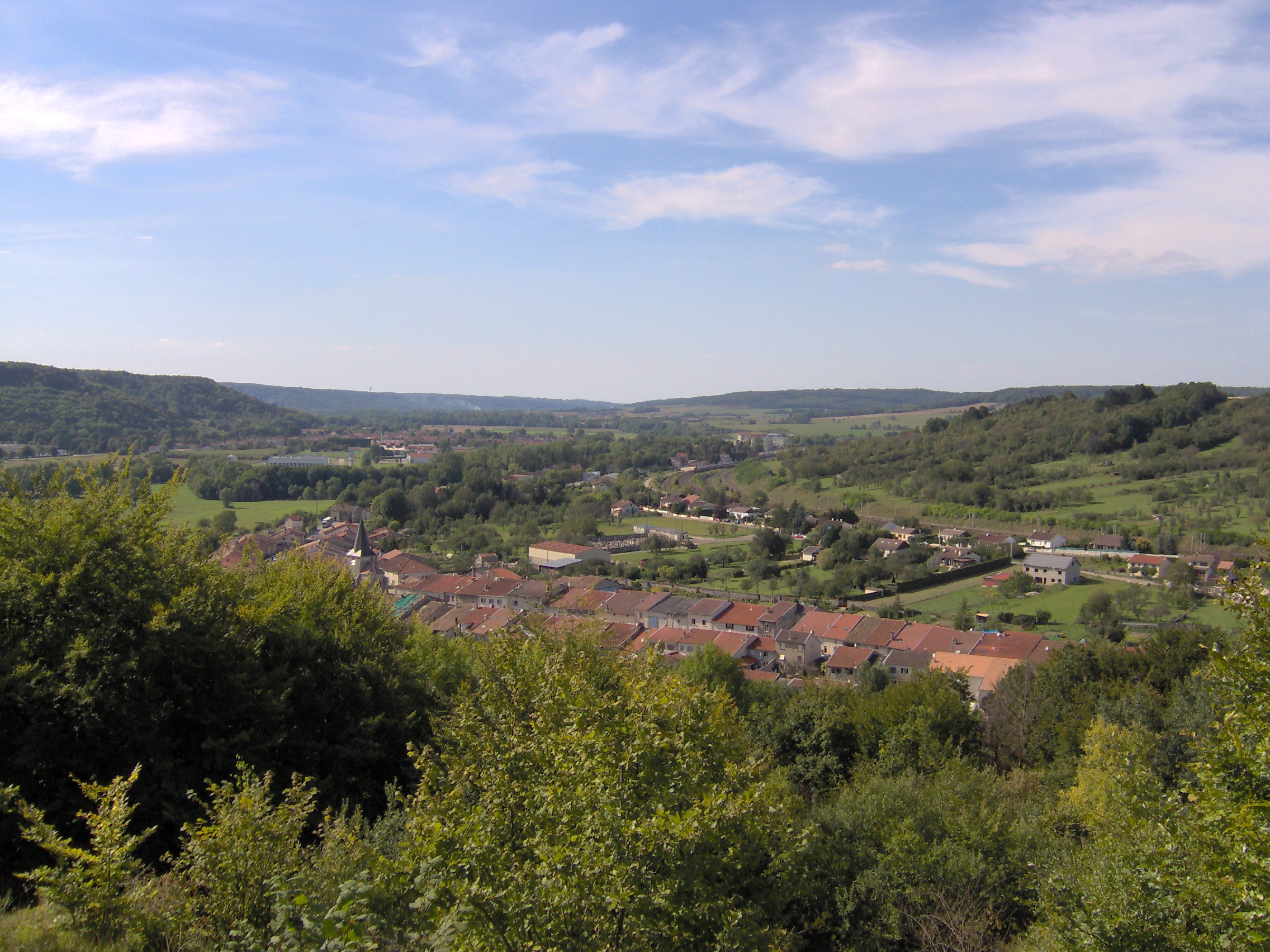
Vue générale de la vallée de l'Ornain vers l'aval, depuis le belvédère de la Vierge Noire à Nançois-sur-Ornain.

Le Plateau barrois fait partie du bassin versant de la Seine. Deux rivières principales drainent le Barrois : la Saulx et l'Ornain. Bien que ce dernier semble plus important, il est affluent de la Saulx. On trouve aussi la Chée dans la partie nord, elle aussi affluent de la Saulx ; cette dernière se jetant dans la Marne.

### Démographie
densité : 41 h/km²

## Toponymie
Attesté sous la forme in pago Barrinse en 717 doit son appellation à l'ancien nom Barrum de Bar-sur-Aube, accompagné du suffixe d'appartenance -inse. Le nom  Barrum est lui-même issu du gaulois barro, (« montagne »).

## Histoire

### Période celtique et gallo-romaine
Originellement, l'actuel Barrois recouvre ce que fut la partie occidentale du territoire qu'occupait le peuple gaulois des Leuques.

On trouve ainsi plusieurs établissements majeurs tels que l'oppidum de Boviolles ou celui de Fains-Véel, tous deux situés aux abords de l'Ornain.

En contrebas de la place forte de Boviolles, s'est établie à partir du Ier siècle avant notre ère la ville de Nasium.
De la même époque, on retrouve des traces à Bar-le-Duc d'une installation humaine, alors nommée Caturige.

### Moyen Âge
Philippe le Bel fit expier chèrement à Henri III de Bar son alliance avec les Anglais. Fait prisonnier à Bruges, Henri III fut obligé de signer, en 1301, le fameux traité par lequel il se reconnaissait homme lige du roi de France pour la partie de ses États de Barrois située au couchant de la Meuse, vers le royaume de France ; telle est l'origine du Barrois mouvant et du Barrois non mouvant. Depuis cette époque, tout ce que les comtes et ducs de Bar ont possédé sur la rive gauche de la Meuse a été regardé comme relevant de la couronne de France.
Au XVe siècle le duché de Bar retourne à la maison de Lorraine.
Le Barrois ne retourna à la France que le 23 février 1766 avec la Lorraine à la suite de la mort de Stanislas Leszczynski, duc de Lorraine et de Bar en titre et ex-roi de Pologne.